# Polyplocotes apicalis
Polyplocotes apicalis là một loài bọ cánh cứng trong họ Ptinidae. Loài này được Oke miêu tả khoa học năm 1926.